# دومبي

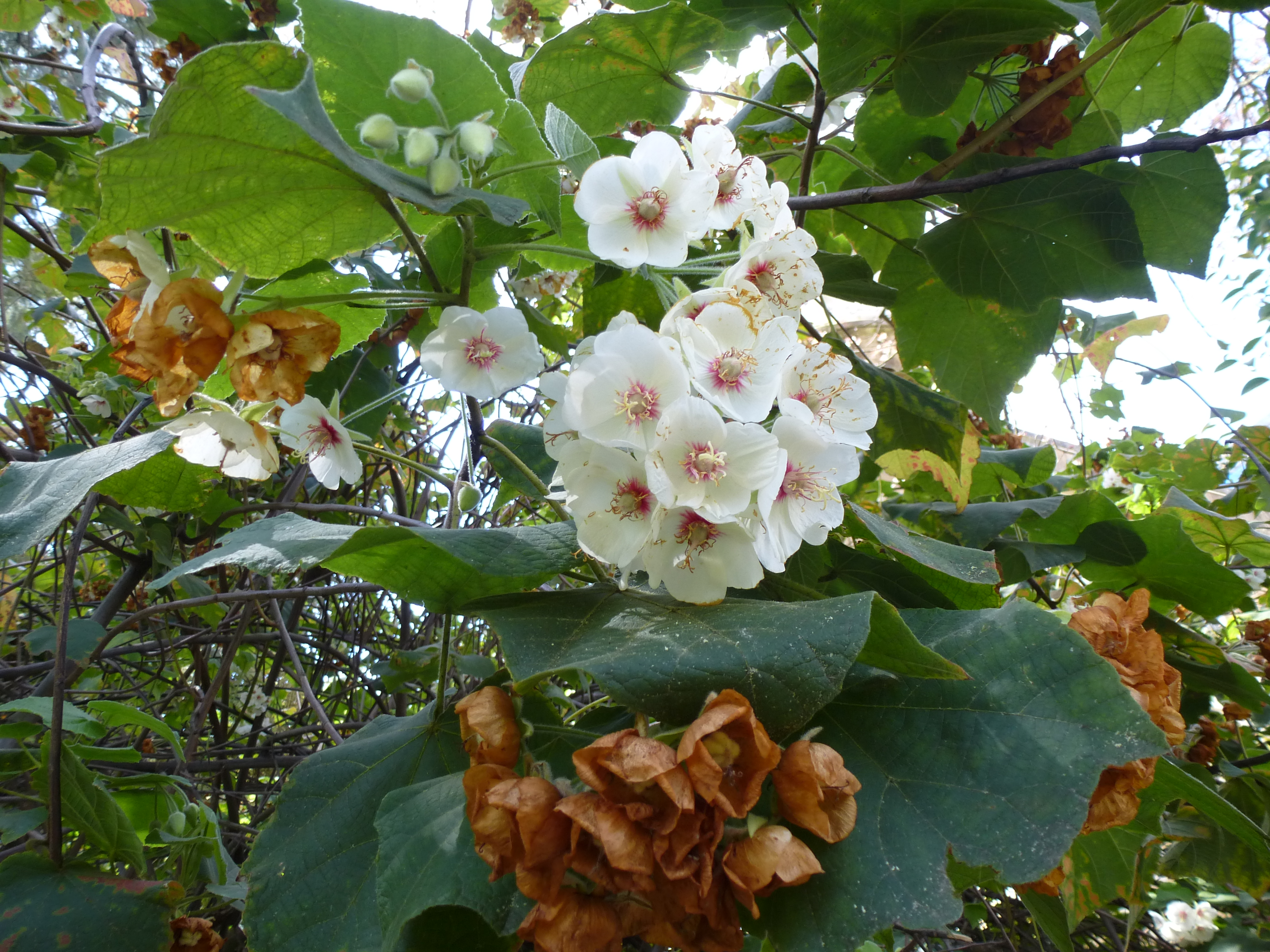

دومبي (الاسم العلمي: Dombeya burgessiae)، هو نبات ينتمي إلى خبازية (فصيلة: Malvaceae). موطنها الأصلي في المناطق الجافة موسمياً في إفريقيا الاستوائية، و باكستان وآسام وترينيداد وتوباغو.